# مارتین (ویرجینیای غربی)
مارتین (به انگلیسی: Martin) یک منطقهٔ مسکونی در ایالات متحده آمریکا است که در شهرستان گرنت، ویرجینیای غربی واقع شده‌است. مارتین ۳۸۴٫۹۷ متر بالاتر از سطح دریا قرار دارد.